# آندره‌آ نانینی
آندره‌آ نانینی (ایتالیایی: Andrea Nannini; ۱۲ دسامبر ۱۹۴۴ – ۱ مارس ۲۰۲۱) بازیکن والیبال اهل ایتالیا بود. وی در بازی‌های المپیک تابستانی ۱۹۷۶ شرکت کرده‌است.